# Zima

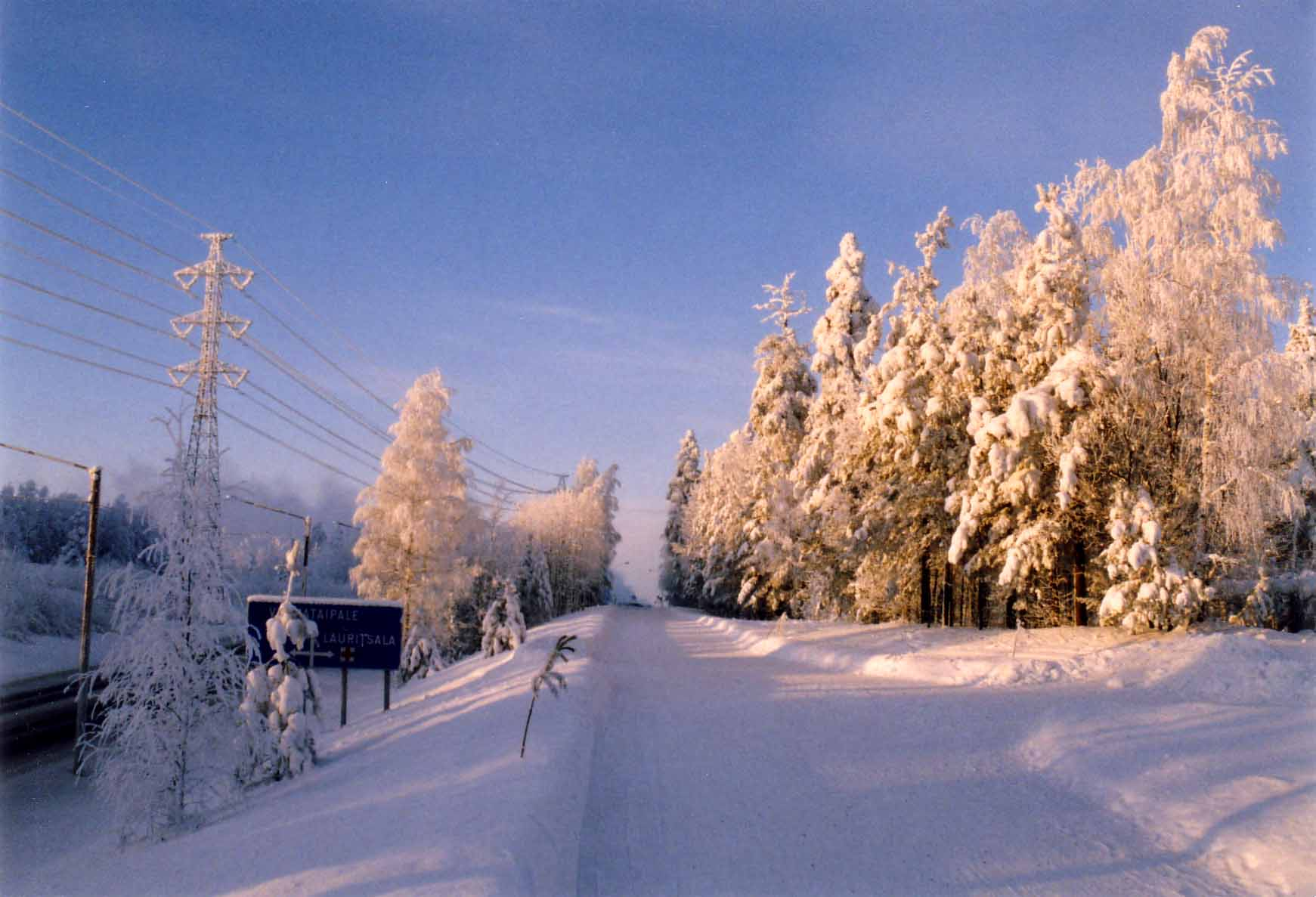
Zimní den ve Finsku

Zima je jedno ze čtyř ročních období mezi podzimem a jarem střídajících se v mírných a polárních oblastech. Na severní polokouli nastává zima v době, kdy je na jižní polokouli léto, a obráceně. Astronomická zima začíná o zimním slunovratu, kdy je nejdelší noc a nejkratší den. Je obdobím s nejnižšími teplotami.

## Časové vymezení

### Astronomická zima
Astronomická zima začíná zimním slunovratem (na severní polokouli zpravidla připadá na 21. prosince, na jižní na 21. června). Končí jarní rovnodenností (na severní polokouli zpravidla připadá na 21. března, na jižní 23. září). Přesný čas začátku je dán okamžikem slunovratu a rovnodennosti, v kalendáři mohou být termíny počátku a konce o den posunuty kvůli nepravidelnostem souvisejícím s přestupnými roky.

### Meteorologická zima
V meteorologii jsou na severní polokouli souhrnným termínem (klimatologická) zima označeny měsíce prosinec, leden a únor (boreální zima) a měsíce červen, červenec a srpen na jižní polokouli (austrální zima).

## Příčiny zimy
Střídání ročních období je způsobeno odklonem zemské osy od roviny ekliptiky (o 23°27'). Polokoule, na které je zima, je poněkud odvrácena od Slunce, dopadá na ni méně slunečního záření a pod větším úhlem. To v principu vede k nižším teplotám.

## Meteorologické projevy zimy

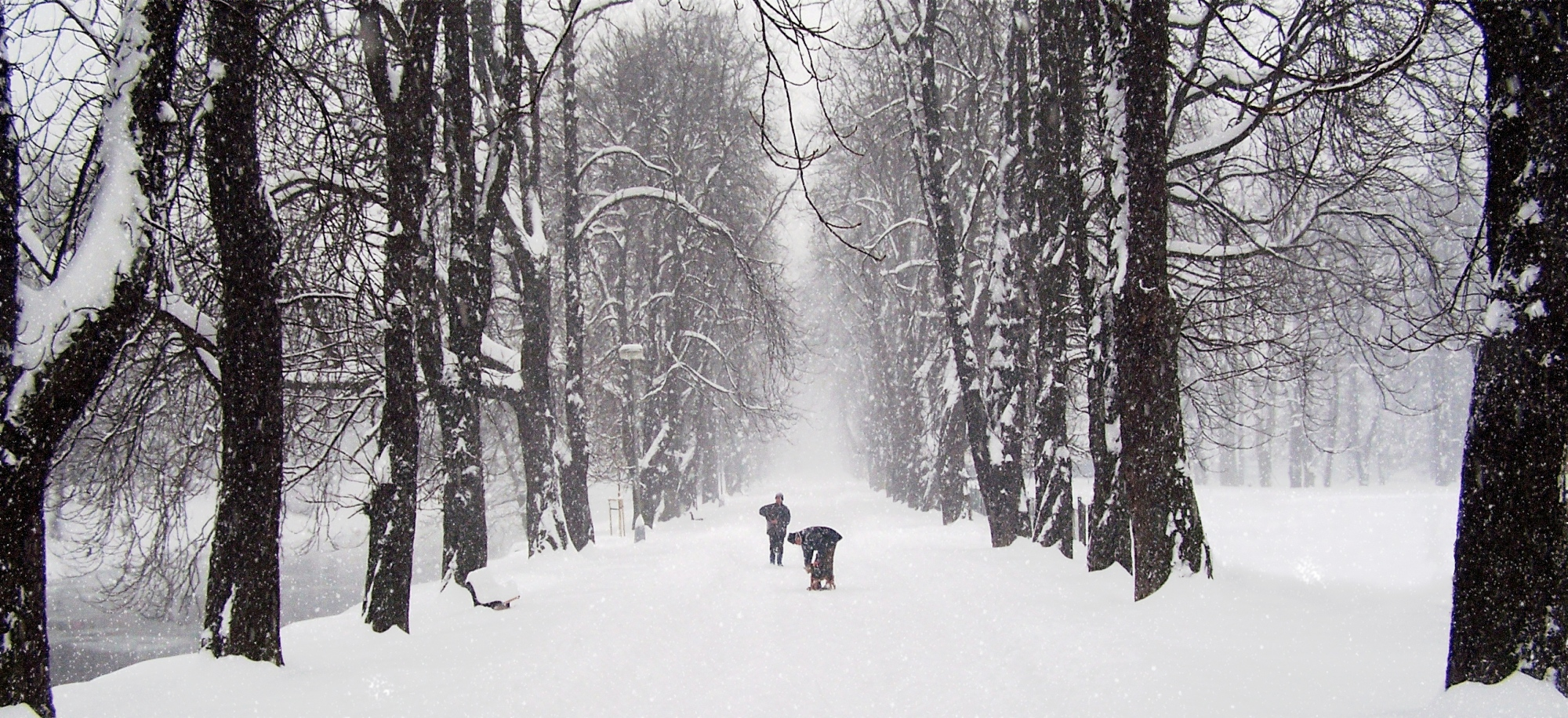
Zimní krajina v Českém Těšíně

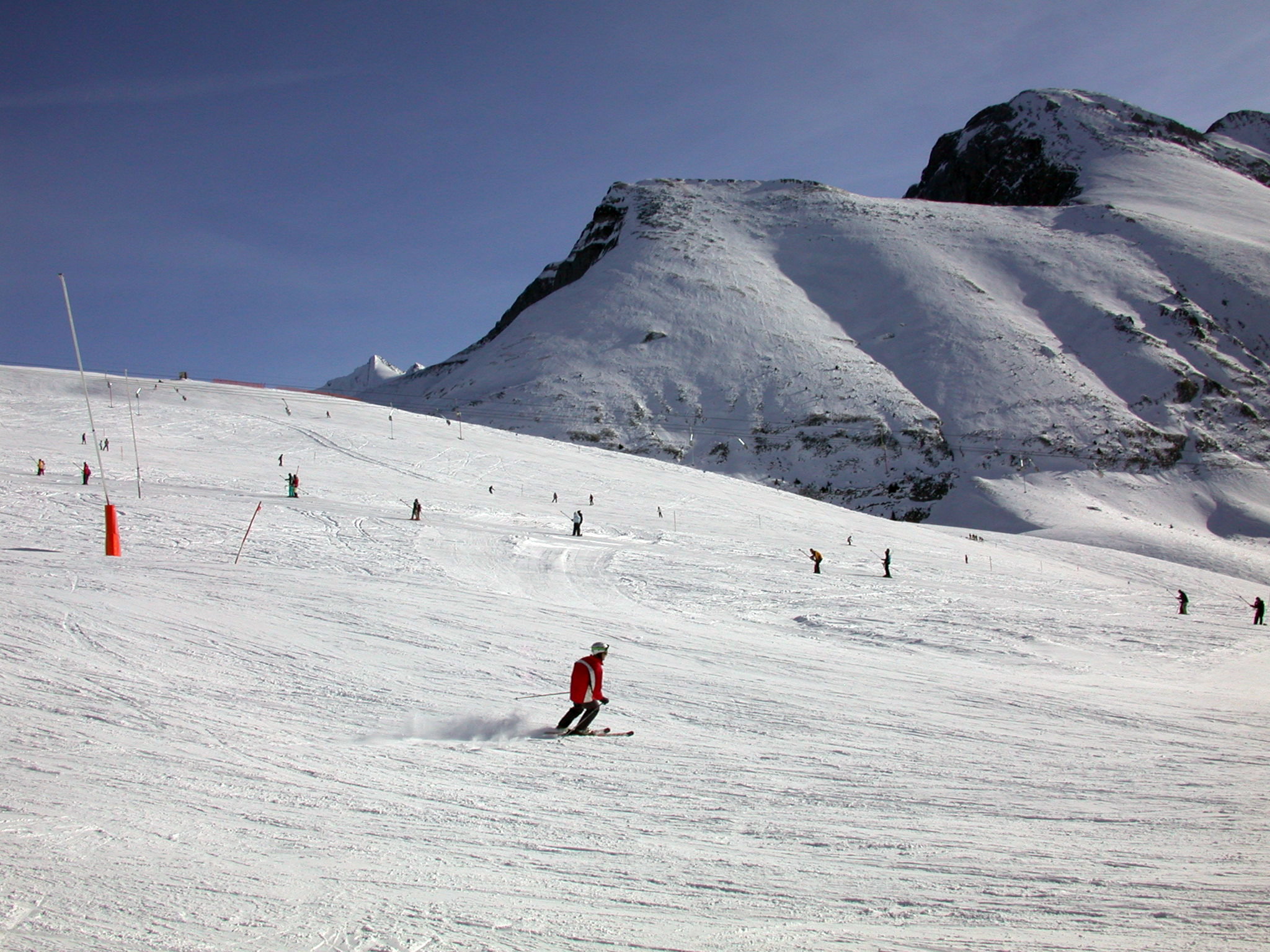
Typický zimní sport - lyžování

Animace změn sněhové pokrývky v průběhu roku.

V oblastech vyšších zeměpisných šířek se v zimě vyskytuje sníh a mráz.